# A Closed Book
Pour plus de détails, voir Fiche technique et Distribution.
A Closed Book est un film britannique réalisé par Raoul Ruiz et sorti en 2009. A Closed Book a été présenté au Festival de Cannes en 2009.

## Fiche technique
- Titre alternatif : Blind Revenge[1]
- Réalisation : Raoul Ruiz
- Scénario : Gilbert Adair (roman)[2]
- Image : Ricardo Aronovitch
- Montage : Sean Barton, Adrian Murray, Valeria Sarmiento
- Pays d'origine :  Royaume-Uni
- Durée : 88 min
- Dates de sortie :
  - mai 2009, Festival de Cannes
  - 22 février 2010, Royaume-Uni
  - juillet 2012, États-Unis

## Distribution
- Tom Conti : Sir Paul
- Daryl Hannah : Jane Ryder
- Miriam Margolyes : Mrs. Kilbride
- Simon MacCorkindale : Andrew Boles
- Elaine Paige